# Ramona Siebenhofer
Ramona Siebenhofer (ur. 29 lipca 1991 w Tamsweg) – austriacka narciarka alpejska, zawodniczka klubu USV Krakauebene.

## Kariera
Na arenie międzynarodowej Ramona Siebenhofer po raz pierwszy pojawiła się 11 grudnia 2006 roku w Pitztal, gdzie w zawodach FIS Race w gigancie zajęła jedenaste miejsce. W 2009 roku wystartowała na mistrzostwach świata juniorów w Garmisch-Partenkirchen, gdzie jej najlepszym wynikiem było czwarte miejsce w supergigancie. Walkę o podium przegrała tam ze swą rodaczką, Anną Fenninger o 0,08 sekundy. Jeszcze dwukrotnie startowała na imprezach tego cyklu, zajmując między innymi piąte miejsce w slalomie na mistrzostwach świata juniorów w regionie Mont Blanc oraz szósta w kombinacji na rozgrywanych rok później mistrzostw świata juniorów w Crans-Montana.
W zawodach Pucharu Świata zadebiutowała 28 grudnia 2009 roku w Lienzu, gdzie nie ukończyła rywalizacji w gigancie. Pierwsze pucharowe punkty wywalczyła 16 stycznia 2010 roku w Mariborze, zajmując szóste miejsce w tej samej konkurencji. Na podium zawodów pucharowych pierwszy raz stanęła 5 grudnia 2015 roku w Lake Louise, kończąc zjazd na trzeciej pozycji. Uplasowała się tam za Lindsey Vonn z USA oraz swą rodaczką, Cornelią Hütter. W 2017 roku wystąpiła na mistrzostwach świata w Sankt Moritz, zajmując dziewiąte miejsce w zjeździe.
Wystartowała na Zimowych Igrzyskach Olimpijskich 2018 w Pjongczang. W zjeździe była dziesiąta, natomiast w superkombinacji zajęła 7. miejsce.
W 2009 roku została mistrzynią Austrii w kombinacji.

## Osiągnięcia

### Igrzyska olimpijskie
| Miejsce | Dzień     | Rok  | Miejscowość | Konkurencja     | Czas    | Strata | Zwyciężczyni   |
| ------- | --------- | ---- | ----------- | --------------- | ------- | ------ | -------------- |
| 10.     | 21 lutego | 2018 | Pjongczang  | Zjazd           | 1:39,22 | +1,76  | Sofia Goggia   |
| 7.      | 22 lutego | 2018 | Pjongczang  | Superkombinacja | 2:20,90 | +2,55  | Michelle Gisin |
| DNF2    | 7 lutego  | 2022 | Pekin       | Gigant          | 1:55,69 | -      | Sara Hector    |
| 12.     | 15 lutego | 2022 | Pekin       | Zjazd           | 1:31,87 | +1,94  | Corinne Suter  |
| 7.      | 17 lutego | 2022 | Pekin       | Superkombinacja | 2:25,67 | +4,02  | Michelle Gisin |

### Mistrzostwa świata
| Miejsce | Dzień     | Rok  | Miejscowość       | Konkurencja       | Czas biegu | Strata | Zwyciężczyni                        |
| ------- | --------- | ---- | ----------------- | ----------------- | ---------- | ------ | ----------------------------------- |
| 9.      | 12 lutego | 2017 | Sankt Moritz      | Zjazd             | 1:32,85    | +1,12  | Ilka Štuhec                         |
| 15.     | 5 lutego  | 2019 | Åre               | Supergigant       | 1:04,89    | +1,19  | Mikaela Shiffrin                    |
| 4.      | 8 lutego  | 2019 | Åre               | Superkombinacja   | 2:02,13    | +0,49  | Wendy Holdener                      |
| 7.      | 10 lutego | 2019 | Åre               | Zjazd             | 1:01,74    | +0,64  | Ilka Štuhec                         |
| 5.      | 13 lutego | 2021 | Cortina d’Ampezzo | Zjazd             | 1:34,27    | +0,50  | Corinne Suter                       |
| 5.      | 15 lutego | 2021 | Cortina d’Ampezzo | Superkombinacja   | 2:07,22    | +2,81  | Mikaela Shiffrin                    |
| DNQ     | 16 lutego | 2021 | Cortina d’Ampezzo | Gigant równoległy | -          | -      | Marta Bassino Katharina Liensberger |
| 5.      | 18 lutego | 2021 | Cortina d’Ampezzo | Gigant            | 2:30,66    | +1,26  | Lara Gut-Behrami                    |

### Mistrzostwa świata juniorów
| Miejsce | Dzień       | Rok  | Miejscowość       | Konkurencja | Czas biegu | Strata | Zwyciężczyni            |
| ------- | ----------- | ---- | ----------------- | ----------- | ---------- | ------ | ----------------------- |
| 18.     | 1 marca     | 2009 | Ga-Pa             | Slalom      | 1:42,07    | +3,90  | Denise Feierabend       |
| DNF1    | 2 marca     | 2009 | Ga-Pa             | Gigant      | 2:45,81    | -      | Viktoria Rebensburg     |
| 4.      | 4 marca     | 2009 | Ga-Pa             | Supergigant | 1:19,80    | +1,19  | Viktoria Rebensburg     |
| 32.     | 6 marca     | 2009 | Ga-Pa             | Zjazd       | 1:19,60    | +3,69  | Marine Gauthier         |
| 29.     | 31 stycznia | 2010 | Region Mont Blanc | Supergigant | 1:32,21    | +2,07  | Marine Gauthier         |
| 5.      | 1 lutego    | 2010 | Region Mont Blanc | Slalom      | 1:34.47    | +2,84  | Christina Geiger        |
| DNF     | 4 lutego    | 2010 | Region Mont Blanc | Zjazd       | 1:20,89    | -      | Jéromine Géroudet       |
| 6.      | 5 lutego    | 2010 | Region Mont Blanc | Gigant      | 1:38,34    | +1,03  | Mona Løseth             |
| 24.     | 1 lutego    | 2011 | Crans-Montana     | Zjazd       | 1:32,11    | +3,35  | Lotte Smiseth Sejersted |
| 28.     | 2 lutego    | 2011 | Crans-Montana     | Gigant      | 2:28,27    | +8,12  | Sara Hector             |
| 20.     | 3 lutego    | 2011 | Crans-Montana     | Slalom      | 1:40,32    | +6,48  | Jessica Depauli         |
| DNF     | 5 lutego    | 2011 | Crans Montana     | Supergigant | 1:28,23    | -      | Elena Curtoni           |
| 6.      | 5 lutego    | 2011 | Crans-Montana     | Kombinacja  | ?          | ?      | Wendy Holdener          |

### Puchar Świata

#### Miejsca w klasyfikacji generalnej
- sezon 2009/2010: 90.
- sezon 2013/2014: 62.
- sezon 2014/2015: 70.
- sezon 2015/2016: 47.
- sezon 2016/2017: 39.
- sezon 2017/2018: 29.
- sezon 2018/2019: 15.
- sezon 2019/2020: 27.
- sezon 2020/2021: 15.
- sezon 2021/2022: 12.

#### Miejsca na podium w zawodach
1. Lake Louise – 4 grudnia 2015 (zjazd) – 3. miejsce
2. Val Gardena – 18 grudnia 2018 (zjazd) – 3. miejsce
3. Cortina d’Ampezzo – 18 stycznia 2019 (zjazd) – 1. miejsce
4. Cortina d’Ampezzo – 19 stycznia 2019 (zjazd) – 1. miejsce
5. Val di Fassa – 26 lutego 2021 (zjazd) – 2. miejsce
6. Zauchensee – 15 stycznia 2022 (zjazd) – 3. miejsce
7. Cortina d’Ampezzo – 22 stycznia 2022 (zjazd) – 2. miejsce